# معترم
معترم (به عربی: معترم) یک منطقهٔ مسکونی در سوریه است که در ناحیه مرکزی اریحا واقع شده‌است. معترم ۲٬۳۵۱ نفر جمعیت دارد.